# José Hernández Borbor
José Junior Hernández Borbor (Leticia, Colombia; 20 de setiembre de 2001) es un futbolista colombo-peruano. Juega como guardameta y actualmente milita en Santos de la Liga 2 de Perú.